# Edward Michelborne
Edward Michelborne (Sussex, c. 1562-Hackney, Londres, 27 de abril de 1609) fue un militar y aventurero inglés que en 1591 participó en la campaña de los Países Bajos y en 1597 en la Expedición Essex-Raleigh, que alcanzó hasta las islas Azores. 
En 1593 fue nombrado miembro del parlamento en representación de Bramber. En 1599 fue con el 2° conde de Essex a Irlanda siendo nombrado caballero por su desempeño en dicha comisión. En 1601 fue propuesto por el lord Tesorero del reino para que fuera como jefe del primer viaje de la recién formada Compañía de las Indias Orientales, proposición que fue rechazada por la empresa.
En 1604 el rey Jacobo I le concedió la autorización para descubrir territorios y comerciar con China y Japón. Fue el primer intérlope que tuvo que enfrentar la Compañía de las Indias Orientales. Regresó a Inglaterra en 1606. Falleció en 1609.

## Primeros años - Carrera militar - Las Azores - Irlanda
Nació c.1562, fue el primer hijo de Edward Michelborne de Clayton con su primera esposa Jane, hija de Thomas Parsons de Steyning.
En 1591 aparece por primera vez en los registros militares como capitán de una compañía de infantería en los Países Bajos, figurando en dichos registros hasta septiembre de 1598. En 1589 está a bordo del Moon en una expedición del 2° conde Essex y Francis Drake contra las costas de España y Portugal en que alcanzaron hasta las islas Azores. En 1593 representó a Bramber en el Parlamento. En 1599 sirvió con Essex en Irlanda siendo nombrado caballero el 5 de agosto, en Dublín.

## Compañía de las Indias Orientales - Intérlope
El 16 de octubre de 1599, Lord Buckhurst, Lord Tesorero o secretario del Tesoro de Inglaterra, lo recomendó a la recién formada Compañía de las Indias Orientales como "comandante principal" para su primer viaje. Los promotores lo rechazaron pues no deseaban emplear a ningún caballero en un puesto de comercio o de mando en el viaje. Un año más tarde Lord Buckhurst escribió de nuevo en el mismo sentido, "el uso de mucha persuasión para la empresa ', que resolvió como la vez anterior, rogar al Tesorero, "que les dejara ordenar sus negocios con sus propios hombres" 
A Michelborne, sin embargo, se le permitió suscribirse en la Compañía, ya que en la lista de aquellos a quienes se les otorgó la Carta Real, su nombre figuraba en el cuarto lugar. En febrero de 1601 estuvo implicado en la rebelión encabezada por Robert Devereux, 2° conde de Essex en contra de Isabel I, tuvo la suerte de salir libre con solo una multa de £200, pero la Compañía de las Indias pensó que era una oportunidad favorable para deshacerse de uno de sus "señores", y resolvió el 6 de julio del mismo año privar a Michelborne de sus derechos en la Sociedad debido a que no había pagado su suscripción al primer viaje.
Tan pronto como se estableció definitivamente el comercio con las Indias, la Compañía de las Indias Orientales procedió a renovar su Carta Real con la Corona. Esta renovación era más que necesaria ya que el rey James había mostrado una tendencia inquietante de infringir su monopolio. En 1604 concedió una licencia real a Sir Edward Michelborne, para comerciar y descubrir desde Catay, China, Japón, Corea y Camboya, "a pesar de cualquier concesión o Carta Real en contrario." Michelborne, al llegar al Oriente, en vez de explorar nuevas fuentes de ingresos, como lo había hecho la East India Company, siguió el ejemplo pernicioso de los portugueses saqueando a los comerciantes nativos de las islas del archipiélago indio. De esta manera se aseguró un botín considerable, pero trajo la deshonra sobre el nombre inglés, y entorpeció seriamente los negocios de la Compañía en Bantam.
Este primer "Intérlope" había comprometido seriamente la posición de la Compañía en el Archipiélago. "Si hubiese uno más como él que Su Majestad le permitiera venir por estas partes", escribió su agente en Bantam, "nuestra posición aquí sería muy peligrosa." La Compañía debido a la actuación de este intruso se había hecho de un enemigo poderoso. Los holandeses eran más fuertes en el este que los portugueses y los ingleses juntos, y por el ataque de Michelborne a ellos pagarían un alto precio. Su represalia por Bantam terminó en la tragedia de Amboyna.

## Testamento
Michelborne hizo su testamento el 22 de marzo de 1609 dejando un total de 55 £ a los pobres de las tres parroquias de Sussex: Clayton, Penshurst y Lickfold, y otras 20 £ a los pobres de la parroquia en que fuese sepultado. Sus otros legados fueron a sus criados y familiares. 
El testamento menciona una deuda de £ 400 que el 2° conde de Dorset le debía. Edward, su albacea e hijo mayor y heredero, dio a conocer el testamento el día en que murió su padre, el 27 de abril de 1609. Fue enterrado en Hackney, Londres, donde poseía una casa y tierras.